# Neolitsea wushanica
Neolitsea wushanica là loài thực vật có hoa trong họ Nguyệt quế. Loài này được (Chun) Merr. miêu tả khoa học đầu tiên năm 1937.